# Nachal Zohar
Nachal Zohar (hebrejsky נחל זהר) je vádí v jižním Izraeli, na pomezí severovýchodního okraje Negevské pouště a Judské pouště.
Začíná cca 7 kilometrů jihovýchodně od města Arad v nadmořské výšce přes 300 metrů v kopcovité pouštní krajině na svazích hory Har Ben Nešer. Směřuje k jihovýchodu, přičemž sleduje těleso dálnice číslo 31. Údolí je turisticky využívané. Z jihu míjí skalní výšinu Cuk Tamrur, ze severu vrch Giv'at Zeron. Pak se prudce zařezává do okolního terénu a skalnatou soutěskou klesá do příkopové propadliny Mrtvého moře skrz horské pásmo Cukej Rom. Zde sem od západu ústí vádí Nachal Chalamiš. V údolí zde stojí ruiny pevnosti Mecad Zohar. Od severu sem zleva ústí vádí Nachal Jizrach. Vádí podchází dálnici číslo 90 a z jihu obchází vesnici Neve Zohar, u které sem ještě od jihu ústí vádí Nachal Chemar. Pak ústí do Mrtvého moře, respektive do jeho jižní části, která je kvůli poklesu hladiny oddělena od severní části a má charakter menší vodní plochy.